# Pendem (Ngaringan)
Pendem is een bestuurslaag in het regentschap Grobogan van de provincie Midden-Java, Indonesië. Pendem telt 3815 inwoners (volkstelling 2010).